# Населення Хмельницького
Населення Хмельницького станом на 1 січня 2021 року становило 274 582 особи, на місто припадало 22.07 % населення Хмельницької області.

## Історична динаміка
| 1897   | 1907    | 1920    | 1926    | 1939    | 1943    | 1959    | 1970     | 1979     | 1989     | 2001      | 2012      | 2013      | 2014      | 2015      | 2018      | 2019      | 2020      | 2021      |
| ------ | ------- | ------- | ------- | ------- | ------- | ------- | -------- | -------- | -------- | --------- | --------- | --------- | --------- | --------- | --------- | --------- | --------- | --------- |
| 22 855 | 26 200▲ | 19 000▼ | 27 000▲ | 37 000▲ | 12 510▼ | 62 473▲ | 112 959▲ | 171 801▲ | 236 938▲ | 253 994 ▲ | 263 703 ▲ | 264 989 ▲ | 266 612 ▲ | 267 973 ▲ | 268 802 ▲ | 272 192 ▲ | 273 713 ▲ | 274 582 ▲ |

## Рух населення

### Природній рух
Динаміка природного руху населення Хмельницького
|                             | 2008 | 2009 | 2010 | 2011 | 2012 | 2013 | 2014 | 2015 | 2016 | 2017 | 2018 | 2019 |
| Народжені                   | 3100 | 3007 | 3082 | 2943 | 3176 | 3039 | 3143 | 3019 | 2877 | 2647 | 2570 | 2509 |
| Померлі                     | 2517 | 2467 | 2366 | 2319 | 2480 | 2451 | 2540 | 2627 | 2565 | 2591 | 2600 | 2650 |
| Природний приріст населення | 583  | 540  | 716  | 624  | 696  | 588  | 603  | 392  | 312  | 56   | –30  | –141 |
|                             |      |      |      |      |      |      |      |      |      |      |      |      |

### Міграційний рух
Показники міграційного руху населення Хмельницького
|                     | 2008 | 2009 | 2010 | 2011 | 2012 | 2013 | 2014 | 2015 | 2016 | 2017        | 2018        | 2019 |
| Прибулі             | 4784 | 4234 | 4575 | 4533 | 4739 | 4456 | 4538 | 4782 | 872  | немає даних | немає даних | 6228 |
| Вибулі              | 4043 | 3766 | 3900 | 4242 | 4149 | 3937 | 3501 | 3796 | 1770 | немає даних | немає даних | 3637 |
| Міграційний приріст | 741  | 468  | 675  | 291  | 590  | 519  | 1037 | 986  | –898 | немає даних | немає даних | 2591 |
|                     |      |      |      |      |      |      |      |      |      |             |             |      |

## Вікова структура
Середній вік населення Хмельницького за переписом 2001 року становив 35,1 років. Середній вік чоловіків на 3,1 роки менше ніж у жінок (33,5 і 36,6 відповідно). У віці молодшому за працездатний знаходилося 47 838 осіб (18,8 %), у працездатному віці — 169 007 осіб (66,5 %), у віці старшому за працездатний — 36 837 осіб (14,5 %). За статтю у місті переважали жінки, яких налічувалося 134 961 осіб (53,1 %), тоді як чоловіків 119 033 (46,9 %).
Станом на 1 січня 2014 року статево-віковий розподіл населення Хмельницького був наступним:
| вік         | чоловіки | жінки   | обидві статі |
| ----------- | -------- | ------- | ------------ |
| 0-14        | 20 863   | 19 575  | 40 438       |
| 15-64       | 90 710   | 104 899 | 195 609      |
| 65 і старше | 10 038   | 17 176  | 27 214       |

## Національний склад
Динаміка національного складу населення Хмельницького за даними переписів, %
|          | 1926 | 1939 | 1959 | 1989 | 2001 |
| -------- | ---- | ---- | ---- | ---- | ---- |
| українці | 39,0 | 44,1 | 57,6 | 79,0 | 88,3 |
| росіяни  | 7,8  | 8,1  | 19,4 | 14,2 | 7,9  |
| поляки   | 9,7  | 7,8  | 11,2 | 3,2  | 2,0  |
| євреї    | 41,9 | 38,7 | 10,4 | 2,3  | 0,3  |

Згідно з опитуваннями, проведеними Соціологічною групою «Рейтинг» у 2017 році, українці становили 98% населення міста, росіяни — 2%.

## Мовний склад
Динаміка рідної мови населення Хмельницького за переписами, %
| мова       | 1897 | 1926 | 1989 | 2001 |
| ---------- | ---- | ---- | ---- | ---- |
| українська | 19,4 | 33,9 | 74,8 | 88,4 |
| російська  | 15,2 | 16,4 | 22,3 | 10,4 |
| польська   | 12,4 | 9,6  | 0,8  | 0,4  |
| єврейська  | 49,7 | 38,6 | 0,2  |      |

Українська мова є основною та єдиною офіційною мовою міста.
Згідно з опитуваннями, проведеними Соціологічною групою «Рейтинг» у 2017 році, українською вдома розмовляли 82 % населення міста, російською — 6 %, українською та російською в рівній мірі — 12 %.
Згідно з опитуванням, проведеним Міжнародним республіканським інститутом у квітні-травні 2023 року, українською вдома розмовляли 88 % населення міста, російською — 9 %.
Згідно з опитуванням, проведеним Міжнародним республіканським інститутом у квітні-травні 2024 року, українською вдома розмовляли 98 % населення міста, російською — 12 % (на відміну від опитування 2023 року було дозволено вибір кількох варіантів).